# Ineni

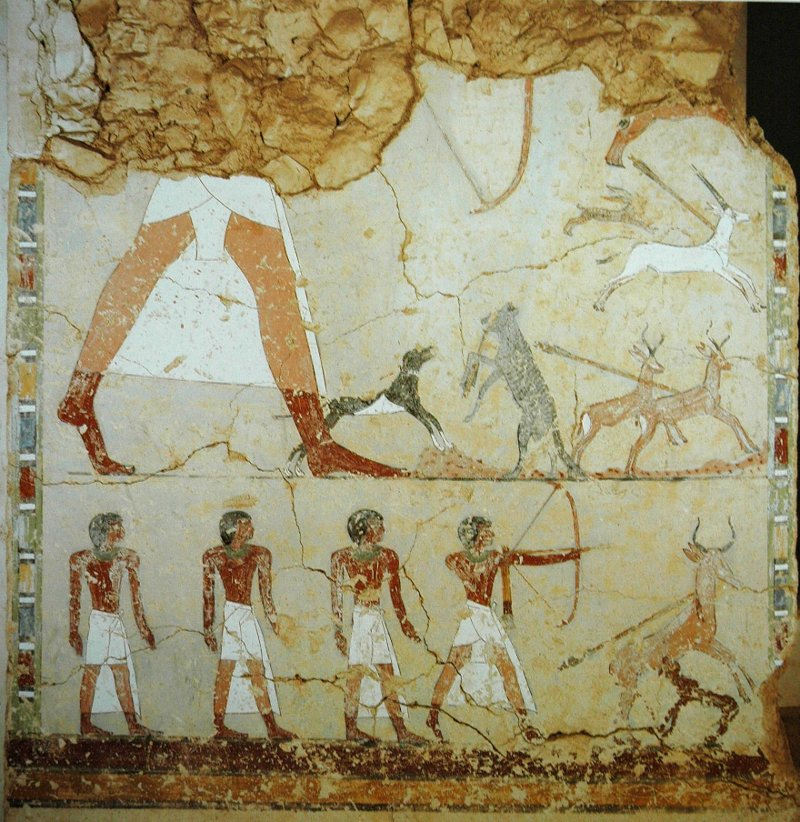
Ineni (canto superior esquerdo, parcialmente destruído) em uma cena de caça de seu túmulo TT81.

Ineni foi um superintendente do celeiro de Amon e arquiteto da Décima oitava dinastia, serviu Tutemés I (1504 - 1492 ec) e continuou na corte durante o reinado de Hatexepsute (1473-1458 ec). Ineni serviu Amenófis I, Tutemés II e Hatexepsute.
Ineni pode ter começado no Tribunal de Tebas, no reinado de Amenófis I (1524-1504 ec). Ineni foi um dos arquitetos mais reverenciados de sua época, supervisionando vários projetos em Carnaque. Construiu os túmulos originais, um grande e um pequeno, para Tutemés I e transportou e ergueu obeliscos para aquele governante. Como superintendente do celeiro de Ámon, Ineni ergueu um muro protetor ao redor do santuário tebano da divindade; além de pilões foram adicionadas portas de cobre e ouro. Ineni também projetou mastros, chamados senut pelos egípcios, em Carnaque. Esses mastros eram feitos de cedro e eletro. Um aristocrata com esse nome, "Ineni", foi enterrado em uma tumba elaborada em Khokha, na costa oeste de Tebas, com sua esposa, Ah'hotep. Esta tumba continha pinturas e relevos vívidos de rituais funerários e da vida cotidiana. Estátuas de Ineni e sua família estão no túmulo. Acredita-se que ele tenha morrido durante o reinado de Tutemés III (1479-1425 ec).